# Veluwe

Localización de Veluwe en el mapa

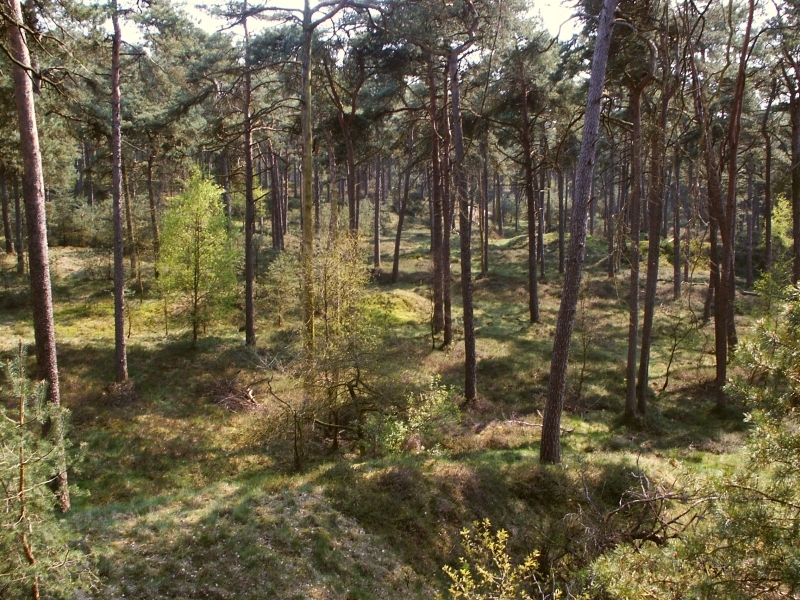
Un bosque en Veluwe

Veluwe es la zona boscosa más amplia de los Países Bajos (alrededor de 1100 km²). Se encuentra en la provincia de Güeldres, al sureste del lago de Veluwe y de los otros lagos del Veluwerand. Una parte del territorio está protegida por el parque natural de De Hoge Veluwe.
Dentro de la zona y en sus cercanías se encuentran las poblaciones de Apeldoorn, Barneveld, Dieren, Ede, Elburg, Epe, Ermelo, Harderwijk, Hattem, Heerde, Nijkerk, Nunspeet, Oldebroek, Putten, Garderen, Rheden, Scherpenzeel, Wageningen, llegando hasta la ciudad de Arnhem.

## Turismo
Las principales atracciones de la región son: 
- El Nationaal Park De Hooge Veluwe (parque nacional Hoge Veluwe)
- El Museo Kröller-Müller, situado dentro del mencionado parque nacional
- El "Nationaal Park Veluwezoom" (parque nacional Veluwezoom)
- El palacio Het Loo, situado cerca de Apeldoorn.

## Etimología
Veluwe es una derivación del germánico *falwa (pálido), en el sentido de "tierra en barbecho", como contraposición a la tierra "buena" (germánico: *bhad = "bueno") en el sur.